# Snoezelen
Le snoezelen est une pratique de stimulation multisensorielle accompagnée et contrôlée, visant à éveiller, canaliser ou entretenir la sensorialité de la personne stimulée, dans une ambiance sécurisante.

## Étymologie, sémantique
Le terme « snoezelen » (nom masculin, prononcé /ˈsnuzələ(n)/) est un néologisme et « mot-valise » résultant de la concaténation des mots néerlandais : snuffelen « sentir » et doezelen « somnoler ». L'appellation alternative de « stimulation multisensorielle contrôlée » est parfois utilisée (surtout dans sa version anglaise Controlled Multisensory Stimulation ou CMS) où la notion de contrôle évoque le fait que la durée et l'intensité des stimuli est contrôlée de manière à ne pas être excessive ni sans effets. On a parfois parlé de sensory cafeteria (« cafétéria sensorielle »).

## Histoire

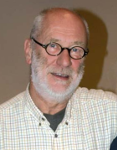
Ad Verheul, l'un des deux concepteurs du snoezelen.

Lancée au Centre Hartenberg à Ede (Pays-Bas) vers 1974 par Ad Verheul et Jan Hulsegge, le snoezelen est une pratique de stimulation visant à établir une relation personnelle, dans un milieu naturel ou non, permettant de vivre une expérience sensorielle, subjective et constructive. Des lieux sont parfois spécifiquement aménagés pour cela (espace Snoezelen, salle Snoezelen…).
Initialement, Il s'agissait d'un moment de loisir où une personne sensoriellement handicapée pouvait se détendre et se retrouver, afin de réduire les effets néfastes de la privation sensorielle (ou plus exactement de « restrictions sensorielles » comme le précisaient Pat Schofield et Bryn Davis en 2009), offert à des personnes ayant des troubles d'apprentissage. En effet, il a été montré que la pauvreté sensorielle et des capacités cognitives réduites peuvent induire, entretenir ou exacerber des émotions négatives et incontrôlables, ainsi parfois que la douleur chronique et des comportements apathiques ou au contraire perturbateurs (cris, agitation, autostimulations ou actes violents à l'égard des autres ou de soi-même),,.

## Définition

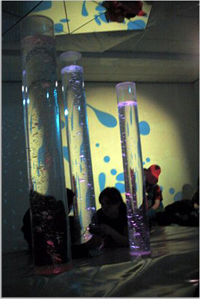
Enfants dans un « espace snoezelen ».
(Crédit photo : Het Balanske, Tielt-Winge, Belgique).

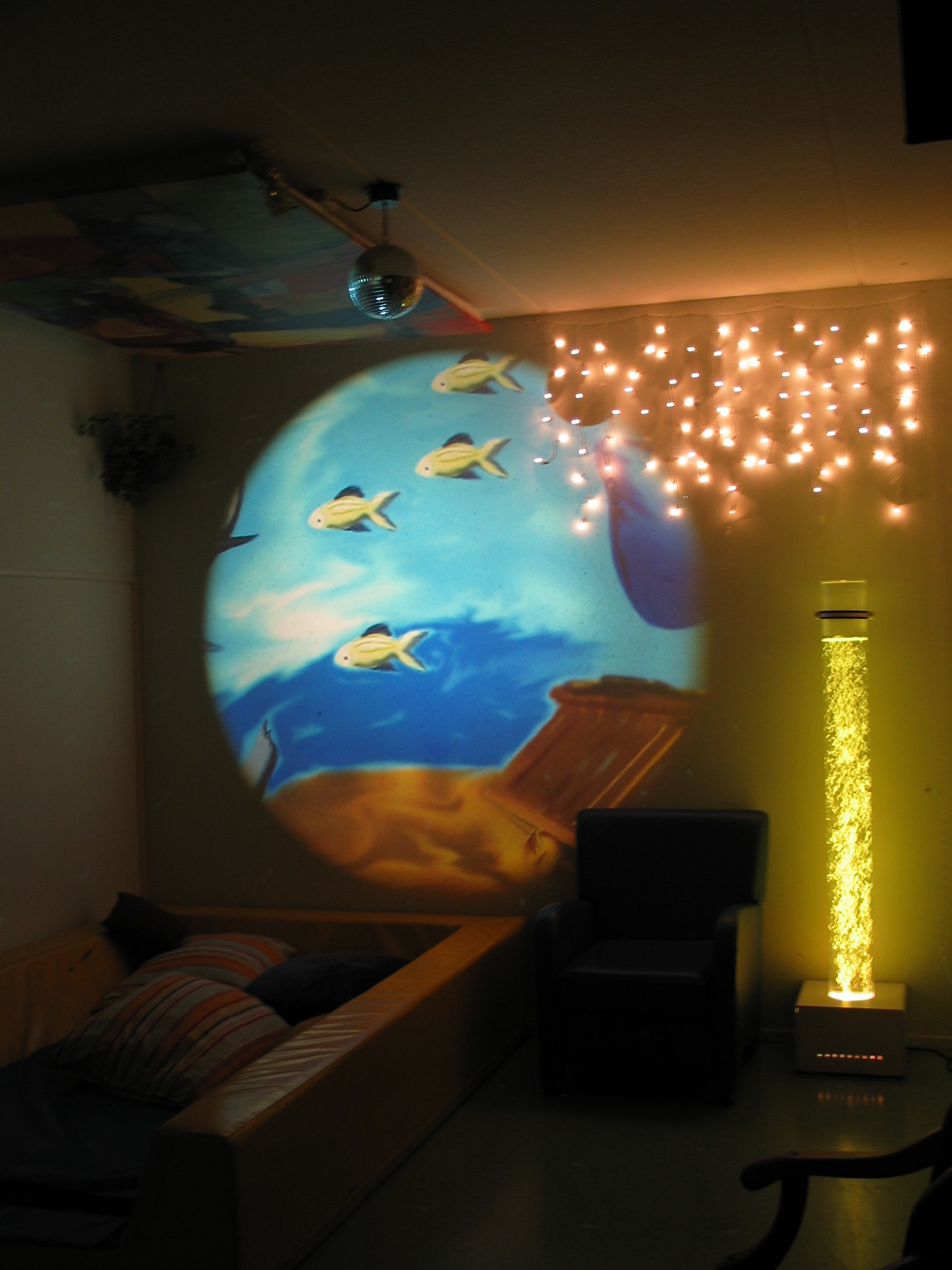
Espace de snoezelen dans la maison d'un enfant handicapé mental aux Pays-Bas.

Selon Hutchinson (1994), Hope (1998), Baker (2001), par des approches à la fois non‐directives et capacitante, le snoezelen veut aider certaines personnes, par exemple autistes et/ou aux fonctions cognitives réduites, à interagir de manière contrôlée avec des stimuli sensoriels, éventuellement nouveaux, dans un environnement positif et non stressant. D'abord popularisé au Royaume-Uni, il s'est étendue aux États-Unis et à des nombreux pays
Cette pratique peut contribuer à éveiller et gérer la sensorialité de la personne « en soin » de deux manières :
- en stimulant ceux de ses sens qui seraient hyposensibles[1] ;
- et inversement, chez une personne hypersensible, le snoezelen peut chercher à canaliser et calmer les flux sensoriels et émotions trop intenses[1].

… dans les deux cas, ceci se fait grâce à une relation privilégiée au lieu et à l'accompagnateur, sécurisante, réduisant les tensions, tout en motivant la personne, au service d'une réalisation de son être. Pour Recordon-Gaboriaud (2012) il s'agit de créer « un équilibre entre la stimulation sensorielle et le plaisir de la relaxation corporelle dans une atmosphère propice, harmonieuse et sécurisante ».
La démarche Snoezelen, empirique, ne s'appuie pas sur un référentiel théorique propre ; elle fait appel à d'autres référentiels dont :
- l'approche « VAKO » (Visuel, Acoustique, Kinesthésique, Olfactif) notamment développée par la P.N.L (Programmation Neurolinguistique)[14] ;
- l’ « Intégration sensorielle » d’Ayres[14], basé sur « la manière dont le cerveau intègre les sensations, la stimulation vestibulaire et somatosensorielle contrôlée et la normalisation des mécanismes sensoriels et moteurs du tronc cérébral » qui selon cet auteur peut faire significativement progresser les enfants en difficulté d'apprentissage (notamment en raison de troubles de langage et/ou de l'audition sans autre implication perceptivo-motrice évidente)[15] ;
- des techniques psycho-musicales, corporelles et de musicothérapie[14] ;
- la stimulation basale® de Fröhlich[14] ;
- la pyramide des besoins de Maslow[14] ;
- l’aromathérapie[14]…

## Principes de base
Le snoezelen est une pratique essentiellement non-directive, d'abord expérimentée en santé mentale[réf. souhaitée].
Son objectif est de créer un état de bien-être chez la personne stimulée, grâce à un environnement calme, sécurisant et source de plaisirs sensoriels, propice à l'éveil de la personne au monde extérieur, à une meilleure conscience de soi dans l'ici et le maintenant, via son corps et de ses cinq sens.
Le Snoezelen cherche à donner plus de substance à sa relation au réel et plus de contrôle dans ses émotions et sa relation à l'autre (grâce à l'accompagnateur qui apporte son aide en apaisant, en écoutant les réponses aux stimuli, et en agissant sur l'ambiance si nécessaire).
Deux états sensoriels opposés, la surcharge sensorielle et la privation sensorielle, au delà de certains seuils (variables selon les individus, leur âge et le contexte), sont nuisibles au fonctionnement du cerveau et à la santé.

Kovach en 2000 a proposé un modèle de gestion des stimuli qu'il a nommé sensoristasis,. Selon ce modèle, tout individu rechercherait un équilibre, un état sensoriel optimal ; entre surcharge et privation. Certains individus peinent à gérer ou éviter l'un ou l'autre de ces deux états extrêmes, parfois pour un ou quelques sens seulement (ce qui est fréquent dans le cas de l'autisme ou en fin de vie en cas de démence sénile). Selon Kovach, on peut tenter de retrouver cet équilibre en dosant le rythme et l'intensité de l'exposition à deux types de stimuli : stimulants ou au contraire calmants, ce à quoi le snoezelen peut contribuer.
Dans tous les cas, le snoezelen implique un « savoir-être » sensoriel de la part de la personne stimulante envers la personne stimulée.
De ce fait, il n'est pas indispensable de disposer d'un lieu adapté pour le pratiquer. Les principes de base de la pratique du snoezelen peuvent aussi être repris par le personnel soignant dans tous les gestes du quotidien (plutôt que lors de séances dédiées), ou dans des environnements calmes et sécurisants, dans la Nature par exemple, où les notions de respect des rythmes, d'attention, de présence, d'écoute et de tendresse peuvent aussi être mises en œuvre, pour sécuriser, libérer ou apaiser les émotions de personnes handicapées, autistes de tous âges, tout en créant du lien et en encourageant l'échange et les interactions avec l'environnement.

## Les deux pôles
| Snuffelen (explorer)                                                               | Doezelen (somnoler)                      |
| ---------------------------------------------------------------------------------- | ---------------------------------------- |
| Pôle d'activité                                                                    | Pôle de détente                          |
| Explorer sensoriellement                                                           | Câliner, détendre, lézarder              |
| Mode actif                                                                         | Mode passif                              |
| Fait appel à la sensorialité et à la motricité                                     | Fait appel à l'émotion et à l'affectif   |
| Favorise la motivation à l'action (agréable, on continue / désagréable, on arrête) | Apporte confort, sécurité et relâchement |
| Être acteur                                                                        | Ouverture sensorielle                    |

## Efficacité
Elle est encore difficile à évaluer, et discutée concernant le cas particulier des démences séniles. Au début du XXIe siècle, des chercheurs comme Chung et Lai (2004) recommandent des recherches supplémentaires  et approfondies sur les effets du snoezelen dans divers contextes, durant les sessions de snoezelen, puis dans en phase post-session et à long terme.
Trois chercheurs (irlandais, néerlandais, américain), Lancioni et ses collaborateurs ont publié (2002) une évaluation basée sur 21 études scientifiques, dont 14 ont porté sur les effets du snoezelen sur des déficients intellectuels et 7 sur des personnes atteintes de démence. Parmi ces 28 études : 14 ont rapporté des effets positifs intra-session ; quatre des effets post-session positifs ; et deux trouvaient encore des effets positifs à plus long terme.
De nombreuses études ont spécifiquement porté sur des patients atteints de démence. Une revue d'étude a porté sur l'efficacité des interventions sensorielles pour les patients atteints de démence et/ou de la maladie d'Alzheimer (ou en phase terminale de la maladie d'Alzheimer), en établissements résidentiels. Sur 47 études répondant aux critères d'inclusion, « il y avait des preuves solides pour l'utilisation du massage. 

Selon une autre revue d'étude publiée en 2020, il y avait des preuves modérées d'efficacité d' approches multisensorielles (professionnelles et environnementales) dans le traitement de la démence Alzheimer, dont pour la luminothérapie, le jardinage, les repas, la musicothérapie, des approches Montessori, la thérapie assistée par l'animal, la danse et les séances de yoga. Des preuves non concluantes existaient pour l'aromathérapie, l'art, les « salles Snoezelen » et les interventions visuelles et auditives combinées ».

## Dans le contexte thérapeutique
Le snoezelen est connu pour ses effets positifs sur les personnes vivants avec des handicaps mentaux sévères[réf. nécessaire]. Ces personnes ont du mal à communiquer via les moyens traditionnels et on parfois une faible conscience ou perception de leur corps. Ne faisant pas appel à la communication verbale, le snoezelen permet de stimuler des enfants ; et les personnes souffrant de douleur chronique,,,, adolescents ou adultes autistes, notamment avec troubles du spectre autistique associé à un retard mental.

Outre pour des personnes autistes, le snoezelen est aussi utilisé pour des patients touchés par des handicaps lourds, notamment pour les aider à mieux maitriser leurs sens et leurs émotions, et selon Slevin et ses collaborateurs en 1999 et Baker et ses collaborateurs en 2001, également pour réduire certains comportements inadaptés.
Le Snoezelen a aussi été expérimenté dans le cadre d'une clinique de la douleur chronique, et une évaluation a porté sur ses effets sur l'intensité et la qualité de la douleur, l'anxiété, la dépression, l'adaptation, l'auto-efficacité et le handicap, la confiance et la qualité de vie. L'étude a conclu à un effet significatif de réduction de la douleur et à des effets physiques, psychosociaux positifs, de même pour les loisirs, le sommeil et l'impact global de la maladie. Selon l'auteur, « les résultats suggèrent que les environnements Snoezelen sont aussi efficaces, sinon légèrement meilleurs, que l'enseignement de la relaxation dans l'environnement traditionnel de la clinique de la douleur pour ce groupe de patients ».
Après une extension des domaines de la psychiatrie et du handicap et polyhandicapé (par exemple documenté par Ashby et ses collaborateurs en 1995 ; Lancioni et ses collaborateurs, 2005) à celui de la gériatrie et de la psychogériatrie ; le snoezelen a été peu expérimenté en soins palliatifs. En 2003, une première petite étude pilote (essai contrôlé randomisé + entretiens semi-structurés) avait porté sur l'utilisation d'un espace Snoezelen (comparé à une simple « pièce calme ») dans le cadre de soins palliatifs de jour. L'anxiété et la dépression (évaluées par l'échelle Hospital Anxiety and Depression) avaient été significativement réduites, mais sans modifications claires de qualité de vie (évaluée par le questionnaire Core 30 de l'Organisation européenne pour la recherche et le traitement du cancer). Les auteurs invitaient à de futures recherches. Vingt ans plus tard, une autre étude (2023), au Centre hospitalier de la région de Saint Omer, à Helfaut (France) a « mis en évidence une amélioration de l’état de bien-être (sentiment d’apaisement physique, psychologique en lien avec son état de santé) (…) une évolution positive sur le confort (apaisement des symptômes) au niveau du faciès, de la respiration, de la tension du corps et du sommeil ». Une étude précédente (2003) avait porté sur l'utilisation d'une « salle snoezelen » dédiée. Cette fois, l'équipe médicale a utilisé un « chariot snoezelen » incluant cette technique permettant de pouvoir intervenir dans les chambres de l'unité de soins palliatifs ou dans l'espace de balnéothérapie…) ; elle conclut que le snoezelen permet par des approches moins médicamenteuses de significativement traiter des douleurs physique, morale et psychologique, et en particulier liées à la peur, aux angoisses vespérales et autres troubles anxieux que l'approche de la mort peut susciter.

## En gériatrie
Le Snoezelen est testé pour les personnes âgées atteintes de démence, aux États-Unis notamment. Selon une revue Cochrane de 2002, les études qui ont cherché à évaluer scientifiquement l'efficacité des programmes Snoezelen ou multisensoriels contre la démence sénile (ou à quantifier leurs apports), sont rares. En outre, ils concernent des publics très différents et sont basées sur des protocoles d'essais cliniques très divers,. Une difficulté est qu'il est difficile d'évaluer scientifiquement le degré de bien être ou d'inconfort dans l'état de démence.
La personne âgée tend souvent à progressivement se distancier du monde réel, et elle subit des troubles d'origine neurophysiologique, souvent source d'anxiété et parallèlement de mécanismes de défense rigidifiés, conduisant à des troubles du comportement contribuant eux-mêmes à l'isoler des êtres qui l'entourent. Sa dépendance augmente alors. Selon Burns (2000), au moins durant le temps du snoezelen, elle peut s'engager dans un environnement sensoriel cognitivement moins exigeant, et donc diminuer son anxiété.
Quelques évaluations scientifiques des effets de la méthode sur les symptômes de la démence modérée à sévère de la personne âgée ont été tentées, par Baker en 2003 (à la suite d'une première étude publiée par lui en 2001), puis par van Weert (2005). Ces auteurs ont recherché les effets (à court moyen et long terme) des snoezelen sur le comportement, l'humeur et la communication des patients inscrits dans le programme en se basant sur deux essais : 
- le premier programme proposait des sessions de snoezelen ; selon Baker (2003), il n'a pas eu d'effets observables sur le comportement, l'humeur, la cognition et la communication/interaction à court terme (pendant ou immédiatement après les sessions), ni à moyen terme (dans le mois ayant suivi l'intervention)[1] ;
- le second a été un long soin snoezelen (24 heures) : selon van Weert (2005), il n'a pas démontré d'effets significatifs à court et à long terme sur le comportement, l'humeur et l'interaction[1].

Au début des années 2000, aucune preuve n'a encore démontré l'efficacité du snoezelen pour traiter la démence de la personne âgée, ce qui pourrait notamment s'expliquer par le fait que dans ce cas « il y a détérioration progressive du cerveau et de tous les aspects des fonctions cognitives à mesure que la maladie progresse » (ce qui n'est pas le cas chez la plupart des personnes handicapés et/ou autistes dont les fonctions cognitives et des capacités de communication et de gestion des émotions peuvent généralement progresser. Selon Jenny Chung et Claudia Ky (2002), « il est nécessaire de disposer de preuves plus fiables et fondées sur la recherche pour informer et justifier l'utilisation du snoezelen dans les soins aux personnes atteintes de démence sénile ».

## Périnatalité
Dans le moment de la périnatalité, l'approche snoezelen a été testée comme moyen de facilitation du travail de la femme se préparant à accoucher, et pour la relaxation des nouveau-nés (Aspin, 2004) ; 

## À l'école
C'est une pratique qui tend à se développer aux États-Unis dans certaines écoles, mais une législation récente demande au système éducatif de ne mettre en oeuvre que des pratiques fondées sur des preuves.
Or, selon une étude publiée en 2008 par trois universitaires américains , on manque encore de preuves empiriques d'efficacité concernant son usage à l'école.
Cinq études ont été conduites non pas à l'école, mais en milieu résidentiel ; concernant les effets relaxants observables dans des environnements dits Snoezelen®, leurs conclusions sont incohérentes entre elles. Selon Botts et ses collègues, en 2008, faute de recherche empirique, les environnements Snoezelen® tels qu'utilisés à l'école ne répondent pas aux normes de la pratique fondée sur des preuves.

## L'espace desnoezelen
Lorsque la fréquence et les exigences de professionnalisme l'exigent, la pratique du snoezelen peut faire appel à un espace dédié à la fois apaisant et stimulant. Cet espace porte différent noms : espace de snoezelen ; « salle multisensorielle », « environnement (ou espace) multisensoriel » (en anglais : Multisensory Environment).
Ce lieu est spécialement conçu pour offrir des stimuli, éventuellement sens par sens, dont via des effets lumineux fixes et mouvants, des jeux de couleurs et d'intensité variable, de textures, de sons et musique, de parfums (huiles essentielles supposées relaxantes ou stimulantes, en général), etc.. L'utilisation de différentes textures de matières sur le sol, les objets et les murs, la présence éventuellement d'un grand lit à eau permet une exploration tactile inhabituelle. Le sol est agencé de façon à stimuler la recherche d'équilibre. L'espace est typiquement adapté par la personne accompagnante et stimulante pour répondre au besoin spécifique de la ou des personne(s) à stimuler. Certains auteurs tels que Hutchinson en 1994 ont plutôt insisté sur l'aspect esthétique du lieu alors que d'autres ont plutôt insisté sur son utilité thérapeutique face à certains troubles cognitifs, tels Hulsegge en 1987 ou Kewin en 1994.
Aujourd'hui, les espaces de snoezelen existent essentiellement dans des institutions spécialisées, dans le monde entier. L'Allemagne est le pays où la pratique connaît le plus grand déploiement avec plus de mille espaces recensés (voir lien vers ISNA).
Des espaces de snoezelen existent également dans des habitations privées, essentiellement dans les familles comptant une personne handicapée, mais pas exclusivement.

## Exploitation commerciale
La pratique du snoezelen bénéficiant d'une image positive, certains spécialistes et opérateurs en font une exploitation commerciale qui s'avère plus ou moins heureuse. Sa marchandisation donne lieu non seulement à des congrès, formations, à des services de conseil en tous genres, mais aussi à la commercialisation d'un équipement spécialisé présenté comme utile ou nécessaire à ces espaces.
Selon les pays et contextes, tout ou partie des coûts de création d'espaces de snoezelen peuvent être pris en charge par la communauté. La pratique n'étant pas réglementée, elle manque encore de transparence et de cadre précis. Il est par exemple difficile de trouver des informations publiques sur la tarification des séances de snoezelen données par un praticien autorisé dans un espace dédié mais le coût matériel, humain et financier de construction, d'organisation, d'entretien et de fonctionnement d'un programme snoezelen peut être important.